# Nikolaj Pavlov
Nikolaj Vladimirovič Pavlov (in russo Николай Владимирович Павлов?, in ucraino Микола Володимирович Павлов?, Mykola Volodymyrovyč Pavlov; Poltava, 22 maggio 1982) è un pallavolista ucraino naturalizzato russo, opposto del Prievidza.

## Carriera

### Club
La carriera di Nikolaj Pavlov inizia a livello giovanile nella sua città natale, finché nel 1998 inizia la carriera professionistica nella Superliha ucraina con la Jurydyčna akademija, club col quale gioca per sei stagioni, vincendo due Coppe d'Ucraina e disputando due finali scudetto, perse contro la Lokomotyv Charkiv.
Lascia poi il campionato ucraino per andare a giocare nella Superliga russa, vestendo la maglia del Luč Mosca nella stagione 2005-06; al termine del torneo il club chiude, così passa per le successive sei stagioni alla Lokomotiv Novosibirsk, aggiudicandosi due volte la Coppa di Russia, venendo premiato in entrambe le occasioni come miglior attaccante del torneo e ricevendo il premio di MVP dell'edizione 2010; durante un incontro di campionato stabilisce un record di punti, mettendone a referto ben 39.
Nell'annata 2011-12 gioca nella Dinamo Mosca, con la quale vince la Coppa CEV, dove viene premiato come MVP, e disputa la finale scudetto, persa però contro il Zenit-Kazan. Nella stagione successiva passa al Gubernija, col quale si classifica al quarto posto in campionato.
Nel campionato 2015-16 approda nella Serie A1 italiana, dove difende i colori della Top Volley Latina, per poi rientrare in Russia nel campionato seguente, nuovamente alla squadra di Novosibirsk per altre tre stagioni.
Con l'inizio della stagione 2019-20, terminato il contratto col club russo, rimane inattivo per qualche mese; a partire dal gennaio 2020 si accorda però con la formazione slovacca del Prievidza, con cui disputa la seconda parte dell'Extraliga 2019-2020 aggiudicandosi la Coppa di Slovacchia, ma disputando solamente sei partite di campionato a causa dell'interruzione della competizione nazionale per effetto della pandemia di COVID-19

### Nazionale
Dopo aver fatto parte delle selezioni giovanili ucraine, nel 2005 debutta in nazionale maggiore in occasione del campionato europeo.
Nel 2007 riceve la cittadinanza russa, debuttando nella nazionale russa nel 2011, in occasione di una amichevole contro la Polonia; pur essendo stato inserito nella lista dei convocati per la World League, a causa della presenza di altri giocatori naturalizzati all'interno della squadra, non può tuttavia prendere parte ad alcun incontro ufficiale.
Due anni più tardi viene richiamato nuovamente in nazionale potendo finalmente esordire anche in competizioni ufficiali: vince subito la World League, dove riceve un altro premio di MVP, e il campionato europeo 2013, oltre alla medaglia d'argento alla Grand Champions Cup.

## Palmarès

### Club
- Coppa d'Ucraina: 2

1998-99, 2002-03
- Coppa di Russia: 2

2010, 2011
- Coppa di Slovacchia: 1

2019-20
- Coppa CEV: 1

2011-12

### Nazionale (competizioni minori)
- Memorial Hubert Wagner 2013

### Premi individuali
- 2009 - Coppa di Russia: Miglior attaccante
- 2010 - Coppa di Russia: MVP
- 2010 - Coppa di Russia: Miglior attaccante
- 2012 - Coppa CEV: MVP
- 2013 - World League: MVP
- 2013 - Memorial Hubert Wagner: MVP
- 2013 - Memorial Hubert Wagner: Miglior attaccante
- 2014 - Superliga russa: MVP
- 2020 - Coppa di Slovacchia: MVP